# Marie-Louise Arconati-Visconti
Marie-Louise Jeanne Peyrat, marquise Arconati-Visconti, surnommée la marquise rouge,, née le 26 décembre 1840 et morte à Paris le 3 mai 1923, est une collectionneuse, mécène et philanthrope française.

## Biographie

### Jeunesse

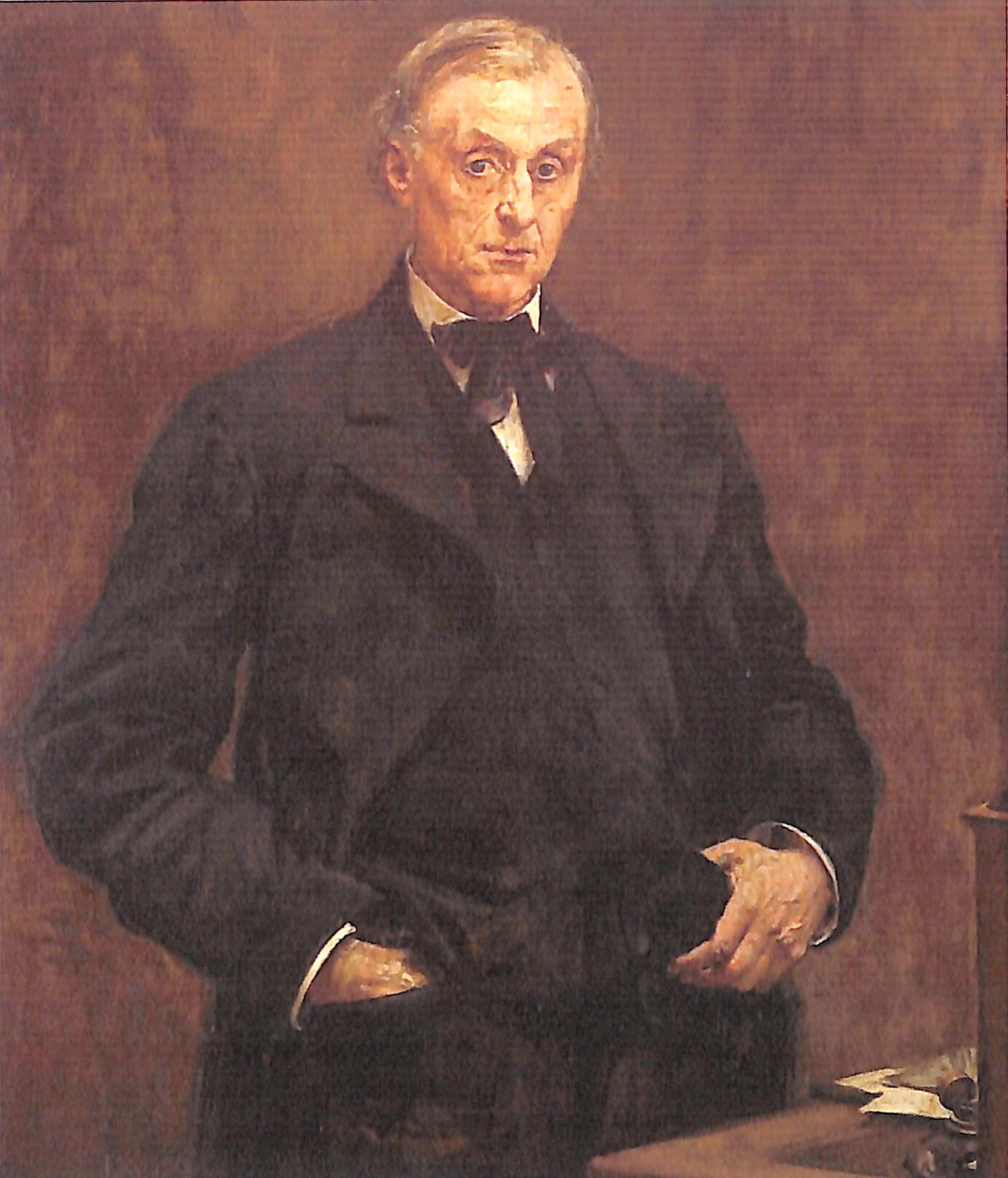
Alphonse Peyrat, père de Marie-Louise Peyrat.

Marie-Louise-Jeanne Peyrat est née le 26 décembre 1840 à Paris. Elle est la fille du journaliste et homme politique Alphonse Peyrat et de Marie Pauline Thérèse Risch. Élevée dans le culte de la Révolution inculqué par son père, elle sera plus tard sensible aux idées progressistes. 
Au cours de sa jeunesse, elle habite le boulevard Saint-Michel à Paris. Elle suit alors en auditrice libre les cours de l'École des chartes, ainsi que ceux de la Sorbonne et de l'École du Louvre,. Passionnée d'histoire, de philosophie et des institutions politiques, elle fréquente régulièrement l'Assemblée nationale où siège son père et affiche progressivement ses engagements socialistes et républicains ainsi que son anticléricalisme. 

### Mariage

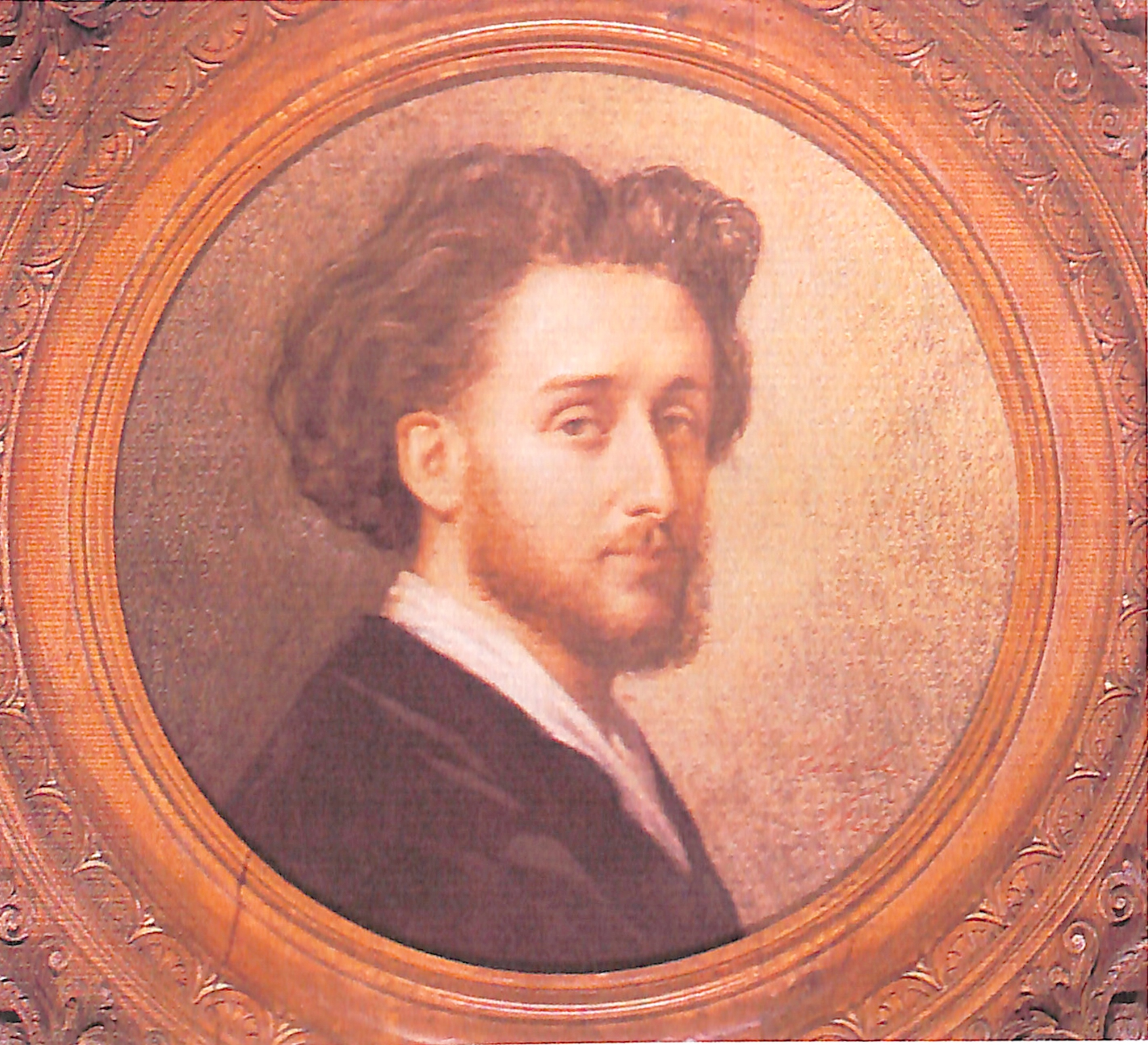
Portrait de Gianmartino Arconati-Visconti.

Son père, qui a pris fait et cause pour les idées du Risorgimento, fréquente le milieu des exilés italiens en France dont l'un, le marquis Giuseppe Arconati Visconti, sénateur italien né à Milan en 1797, qui habite à Paris. C'est ainsi que Marie-Louise-Jeanne Peyrat rencontre Gianmartino, le fils de Giuseppe et de Costanza Trotti-Bentivoglio. 
Gianmartino Arconati-Visconti, né le 11 novembre 1839 à Pau, est un intellectuel et un artiste qui participe aux campagnes d'Italie de 1860-1861 et aux dernières batailles de l'unification italienne. Marie-Louise-Jeanne Peyrat a un coup de foudre pour Giammartino. Elle l'épouse en novembre 1873 en dépit du désaccord de la famille Arconati ; elle, une républicaine anticléricale et lui, un noble royaliste catholique. Par ce mariage, Marie-Louise devient alors la marquise Arconati-Visconti.
Le couple se rend en Italie, où Gianmartino est aide de camp du roi Victor-Emmanuel II. Mais Gianmartino y décède trois ans plus tard, à Florence, le 23 février 1876, d'une fièvre typhoïde.
À la mort de son mari, Marie-Louise Arconati-Visconti hérite d'une immense fortune, dont des domaines en Lombardie et en Belgique, le château de Gaesbeek, près de Bruxelles, un hôtel particulier rue Barbet-de-Jouy à Paris et divers palais à Rome et à Florence. Elle s'installe alors à Paris, mais séjourne aussi au château de Gaesbeek qu'elle embellit, et consacre la fortune qui lui échoit à l'achat d'œuvres d'art et au mécénat.

### Études et intérêts artistiques et politiques
Passionnée d'histoire de l'art, elle achète principalement des ouvrages de bibliophilie, des œuvres et objets d'art médiéval et d'art islamique. 
Elle tient par ailleurs un salon littéraire dans son hôtel particulier au numéro 16 de la rue Barbet-de-Jouy et ce jusqu'en 1914. Le mardi est la journée des amateurs d'arts et des collectionneurs ; le jeudi est celle des politiques.
Elle y reçoit des personnalités progressistes — uniquement des hommes — comme  Léon Blum, Georges Clemenceau, Émile Combes, Léon Gambetta, Jean Jaurès et Raymond Poincaré, à qui on donne le nom de « jeudistes » car cette société se réunissait le jeudi. C'est lors de ces réunions que la marquise prend fait et cause pour le capitaine Dreyfus, avec lequel elle échangera plus tard une correspondance soutenue et dont les lettres seront publiées en 2017,. Elle lie aussi une amitié intellectuelle avec Jean Jaurès.
Au cours d'un de ses déjeuners du mardi, la marquise fait connaissance de Raoul Duseigneur, un autre collectionneur et amateur d'arts. Né en 1846, il est le fils d'Édouard Duseigneur, frère du photographe Paul Duseigneur, et de Louise Kléber, fille du cofondateur des papeteries Blanchet Frères et Kléber ; son frère est le peintre-graveur Georges Duseigneur. Raoul sera le compagnon de Marie-Louise de 1889 jusqu'à sa mort en 1916. Auprès de lui, elle acquiert des nombreuses connaissances sur l'art du Moyen Âge, de la Renaissance et de l'Orient,.
L'évolution de la situation politique en France au début du XXe siècle, à la veille de la Première Guerre mondiale, provoque des brouilles au sein des « jeudistes ». Les oppositions s'expriment entre les pacifistes, tels Jean Jaurès, et les nationalistes que soutient le clan Arconati. Affectée par ces brouilles, Marie-Louise Arconati-Visconti quitte en 1914 son hôtel particulier de la rue Barbet-de-Jouy pour un petit appartement de deux pièces situé au numéro 3 de la rue de la Santé, dans une clinique où Raoul est soigné, puis pour un autre appartement au numéro 3 de la rue Élisée-Reclus. Elle vend son hôtel particulier en 1920.

### Mécénat

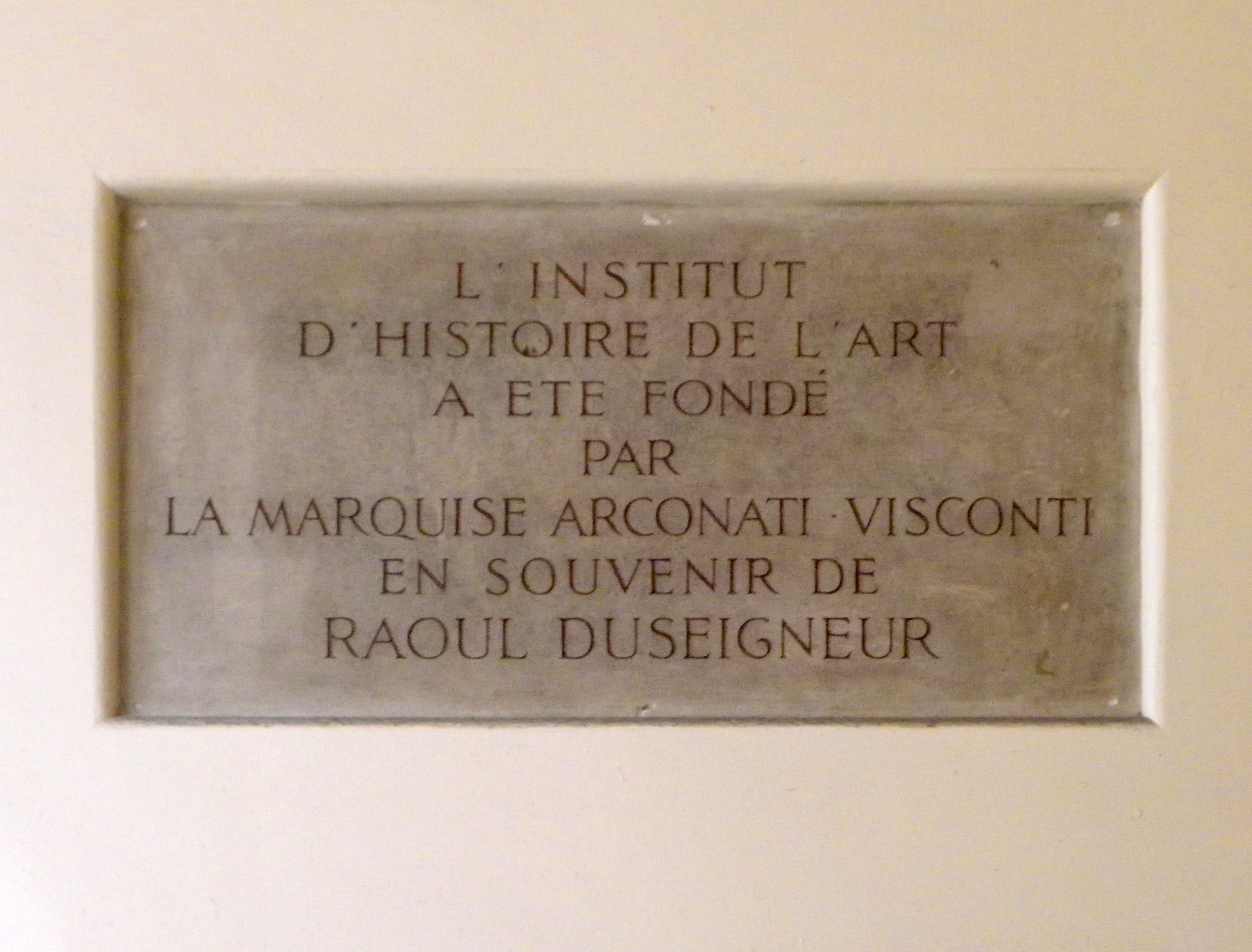
Plaque de l'Institut d'Histoire de l'Art fondé par la marquise Arconati-Visconti en souvenir de Raoul Duseigneur.

Son mécénat, qu'elle pratique avec plus d'assiduité à partir de 1892, porte essentiellement sur l'enrichissement de collections de bibliothèques et de musées, ainsi qu'en faveur de l'enseignement supérieur sous différentes formes. Dans le premier domaine, elle donne de nombreux livres à la Bibliothèque municipale de Lyon. Ses collections d'art sont majoritairement attribuées au musée du Louvre, où il existe d'ailleurs une salle Arconati-Visconti. 
Dans le domaine de l'enseignement supérieur, elle fonde un prix, à la mémoire d'Auguste Molinier, destiné à récompenser chaque année la meilleure thèse de l'École des chartes. Elle fonde aussi deux autres prix, l'un en sciences, l'autre en lettres et sciences humaines, décernés annuellement à des thèses de doctorat soutenues dans l'une des universités de Paris. Elle fait un don de deux millions de francs, complété ensuite d'un autre don d'un million, pour la création de l'Institut d'art et d'archéologie, sa principale œuvre, construite après sa mort sur les plans de Paul Bigot, rue Michelet, et destiné à accueillir les cours d'histoire de l'art de la Sorbonne. Elle est aussi à l'origine de l'Institut de géographie de Paris, dont elle finance la construction à partir de 1914. 
Elle rachète la bibliothèque du philologue Gaston Paris et la donne à l'État, pour qu'elle soit confiée à l'École pratique des hautes études. Elle fonde par ailleurs, à Strasbourg, la Villa Arconati-Visconti, destinée à héberger les étudiants et gérée, en 2010,
par le Centre régional des œuvres universitaires et scolaires de l'académie de Strasbourg. Dans le domaine social enfin, elle institue une fondation en faveur des familles de policiers tués en service.

### Décès

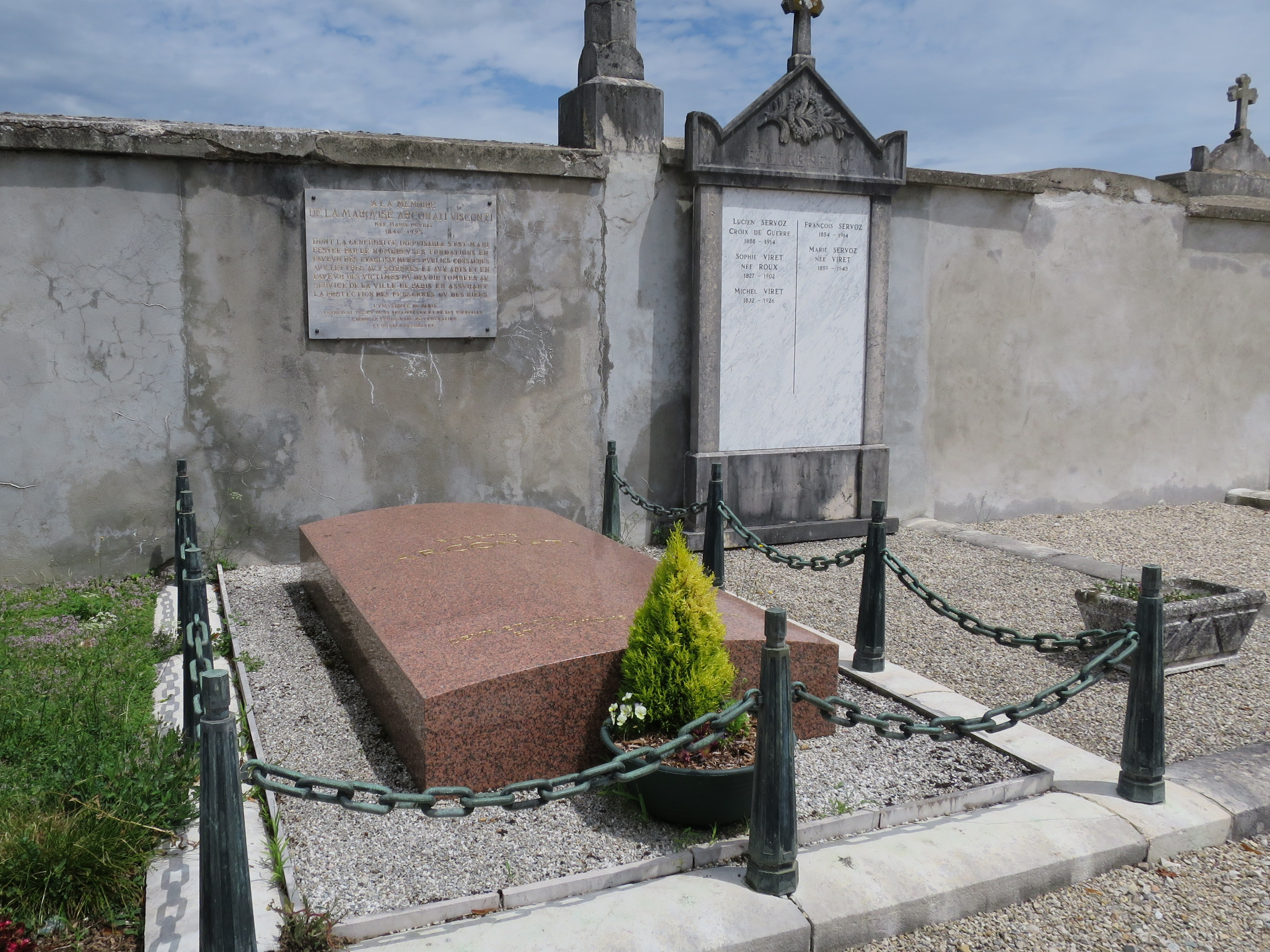
La tombe de Marie-Louise Arconati-Visconti, dans le cimetière de Rives.

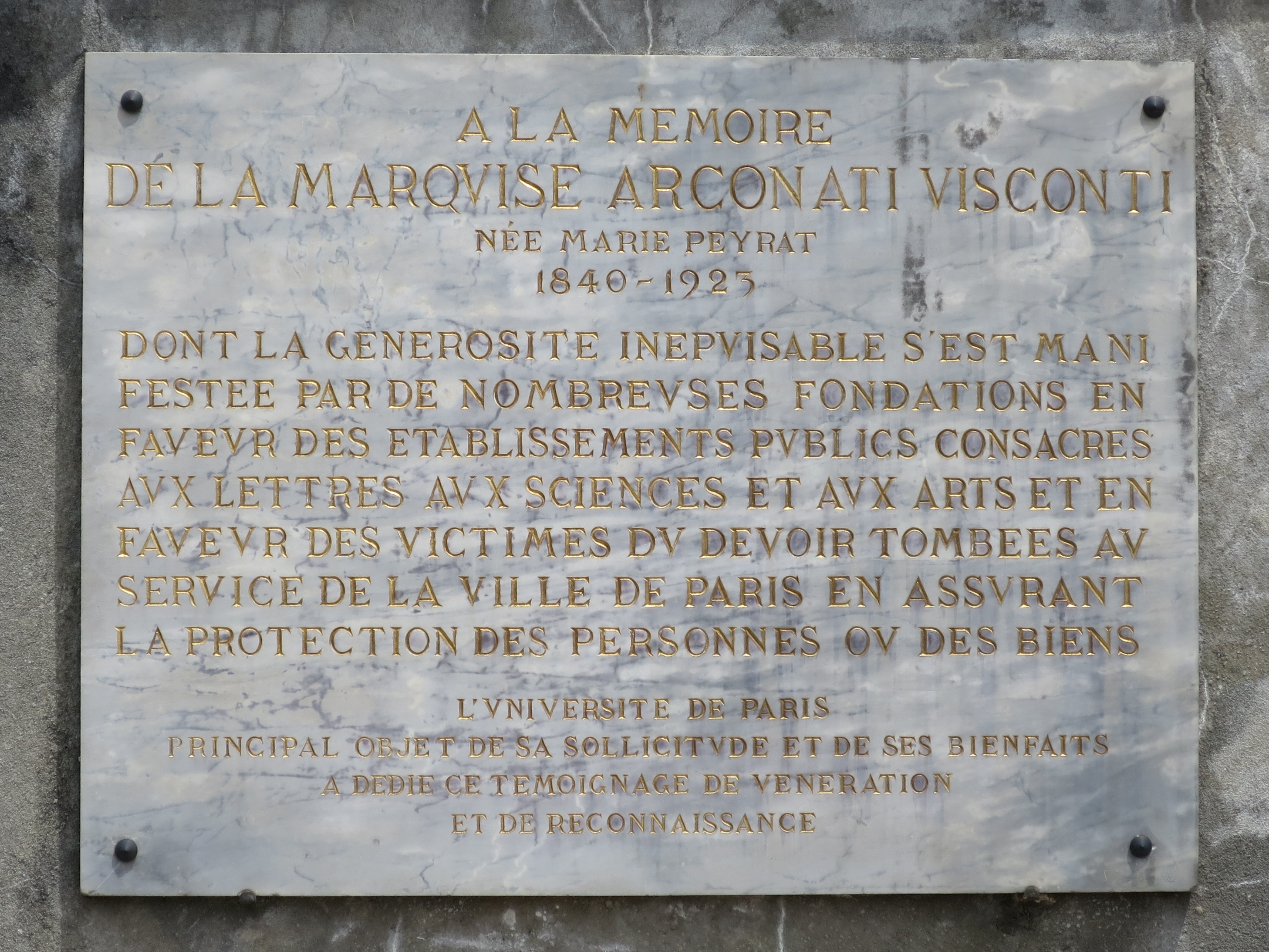
Plaque au cimetière de Rives.

Marie-Louise Arconati-Visconti meurt le 3 mai 1923 à Paris. Elle lègue son château de Gaesbeek à l'État belge, et le reste de sa fortune à l'université de Paris.
Elle a souhaité être enterrée dans le cimetière de Rives (Isère), à proximité de la tombe des Kléber, et où est enterré depuis 1916 son ami et compagnon Raoul Duseigneur. La tombe de la marquise Arconati-Visconti comporte une seule inscription « Bobette Arconati » et ce vers de Villon : « Deux étions, n'avions qu'un cœur ». L'université de Paris a déposé une plaque au-dessus de la tombe avec l'inscription : 
« À la mémoire de la marquise Arconati Visconti, née Marie Peyrat, 1840 - 1923.
Dont la générosité inépuisable s'est manifestée par de nombreuses fondations en faveur des établissements publics consacrés aux lettres aux sciences et aux arts et en faveur des victimes du devoir tombées au service de la ville de Paris en assurant la protection des personnes ou des biens.
L'Université de Paris, principal objet de sa sollicitude et de ses bienfaits a dédié ce témoignage de vénération et de reconnaissance. »
La ville de Rives perçoit encore aujourd'hui des subsides pour l'entretien de la tombe de Marie-Louise Arconati-Visconti.

## Expositions et colloque
L'exposition « Marquise Arconati Visconti. Femme libre et mécène d’exception » lui est consacrée au musée des Arts décoratifs de Paris — qui conserve de nombreuses pièces de ses collections —, en partenariat avec la chancellerie des universités de Paris, du 13 décembre 2019 au 15 mars 2020.
Par ailleurs, ces deux institutions, couplées avec la bibliothèque interuniversitaire de la Sorbonne (BIS) et les Archives nationales, organisent les 12 et 13 décembre 2019 un colloque sur le thème « Patrimoine, philanthropie et mécénat, XIXe – XXIe siècle. Dons et legs en faveur de l’enseignement, de la recherche et des institutions de conservation ». Il se poursuit par une présentation de la correspondance de la marquise, numérisée par la BIS, et une autre exposition organisée avec les Archives nationales, « Des mécènes pour l’université de Paris ».